# 3 Pułk Artylerii Lekkiej Legionów
3 pułk artylerii lekkiej Legionów (3 pal Leg.) – oddział artylerii lekkiej Wojska Polskiego w II Rzeczypospolitej.
1 lipca 1919 z połączenia 2 i 9 pułku artylerii polowej zorganizowany został 3 pułk artylerii polowej Legionów. Pułk włączono w skład 3 Brygady Artylerii. W 1921 ze składu pułku wyłączono i przeniesiono do Włodzimierza dowództwo III dywizjonu oraz 3, 7 i 8 baterię, jako zawiązek nowo powstającego 27 pułku artylerii polowej. Od września 1922 pułk stacjonował w garnizonie Zamość. Święto pułkowe obchodzono 24 września, w rocznicę walki o Brzostowicę.
Z dniem 1 stycznia 1932 oddział został przemianowany na 3 pułk artylerii lekkiej Legionów.

## Pułk w walce o granice
Formowanie i walki 2 Krakowskiego pułku artylerii polowej
W listopadzie 1918 w Krakowie na Rakowicach i w Łobzowie, wykorzystując sprzęt austriackiego 12 pułku artylerii polowej i 2 pułku artylerii wałowej, rozpoczęto formowanie polskich oddziałów artylerii. W końcu listopada sformowane oddziały przyjęły nazwę – „2 Krakowski pułk artylerii polowej”. Dowodzenie pułkiem objął mjr Pankowicz. Pierwsze trzy baterie uzbrojone były w austriackie 9 cm armaty wz. 75, a ostatnia bateria w 8 cm armaty wz. 85.
Jako pierwsza na front wyruszyła 1 bateria. Została skierowana na Śląsk Cieszyński. Tam walczyła o Zaolzie z armią czeską. W marcu 1919 baterię przerzucono do Małopolski Wschodniej. Tam walczyła z Ukraińcami pod Sądową Wisznią i o Nowe Miasto.
Również 3 bateria działała na Śląsku Cieszyńskim, a później w skład Grupy „Bug” walczyła z Ukraińcami pod Rawą Ruską, Żółkwią i we Lwowie.
2 bateria pułku od grudnia 1918 do maja 1919 biła się z oddziałami ukraińskimi pod Starzawą i Chyrowem. W trakcie walk wymieniła przestarzałe działa na zdobyczne 8 mm armaty wz. 8/5.
4 bateria od grudnia 1918 działała w rejonie Przemyśla, Niżankowic i Chyrowa.
W maju 1919 wszystkie baterie 2 pułku artylerii polowej połączyły się pod Chyrowem i wzięły udział w ofensywie majowej. Walczono pod Łowczą, Felsztynem, Grodowicami i Dzieduszycami Wielkimi, docierając w pościgu do Stanisławowa. Tu 1. i 3 bateria wymieniła przestarzałe działa na zdobyte na armii ukraińskiej, nowoczesne 10 cm haubice wz. 14.
Formowanie i walki 9 pułku artylerii polowej
W 1917 w Garwolinie zaczęto tworzyć dwie baterie artylerii Polskiej Siły Zbrojnej. Z nich to w grudniu 1918 powstał 9 pułk artylerii polowej pod dowództwem kpt. Poźniaka. Nadal prowadzono działania organizacyjne. Na bazie stale napływających oficerów legionowych oraz ochotników – studentów Uniwersytetu Warszawskiego utworzono dwa 2-bateryjne dywizjony. Na wyposażeniu pułku było 16 armat 9 cm wz. 75 pochodzących ze zbrojowni krakowskiej.
W lutym 1919 na front wyruszyła 1 bateria, a za nią kolejne. Poszczególne baterie, a nawet plutony walczyły na różnych odcinkach frontu. Wspierały piechotę podczas walk pod Mostami, Mozajkowem, Wilnem, Mołodecznem, Wklejką, Budsławiem, Mińskiem i Bobrujskiem.
Formowanie i walki 3 pułku artylerii polowej
Rozkazem Generalnego Inspektora Artylerii nr 18 2 Krakowski pułk artylerii polowej oraz 9 pułk artylerii polowej utworzyły nowy 3 pułk artylerii polowej pod dowództwem płk. Wiktora Poźniaka.
Nastąpiła zmiana numeracji baterii. 1/2 pap została przemianowana na baterię nr 4, a uzbrojona była armaty 9 cm wz. 75, 2 bateria pozostała przy swoim numerze, a uzbrojona była w 8 cm armaty wz. 85. 3 bateria również pozostała przy swoim numerze, a uzbrojona była w haubice 10 cm wz. 14. Bateria 4 stała się 1. i uzbrojona była haubice 10 cm wz. 14. Baterie byłego 9 pap przemianowano następująco: 1. na 5. a uzbrojona w armaty 9 cm wz. 75, 2. na 6. uzbrojona w 2 armaty 3-calowe wz. 02 i 2 armaty 9 cm wz. 75, 3. na 7. uzbrojona w armaty 9 cm wz. 75, 4. na 8. uzbrojona w armaty 9 cm wz. 75.
W tym samym czasie w Lublinie, z kadry artylerii konnej przy DOG Lublin, utworzono baterię zapasową 3 pap. Bateria ta sformowała 9 baterię pułku wyposażoną we francuskie armaty 75 mm wz. 97. W maju 1920 baterię zapasową przeniesiono do Chełma, a w sierpniu do Tomaszowa Mazowieckiego. We wrześniu bateria powróciła do Chełma i tam odtworzyła 4 baterię.
Mimo formalnych ruchów, do października 1919 baterie byłego 9 pap nadał walczyły na Białorusi i wspierały 1 DLit.-Biał., 2 Brygadę Jazdy oraz 9 DP. W listopadzie baterie 5., 6. i 7. przeszły w rejon Parafjanowa weszły w skład wojsk 1 DLit.-Biał. W jej składzie walczyły nad Berezyną i w rejonie Lepla. Tam przezbrojono baterie w nowoczesny sprzęt. 5. i 6 bateria otrzymały haubice 10 cm wz. 14, zaś 7. i 8 bateria – armaty 75 mm wz. 97.

W tym samym baterie byłego 2 Krakowskiego pułku artylerii polowej do września stały nad Zbruczem. Następnie przetransportowano je do Wilna i dalej nad Dźwinę. Wówczas to wydzielono z pułku 4 baterię i skierowano ją w rejon Suwałk do walk przeciw Litwinom.
We wrześniu 1920 pułk dysponował armatami francuskimi i austriackimi 100 mm haubicami.

### Mapy walk pułku

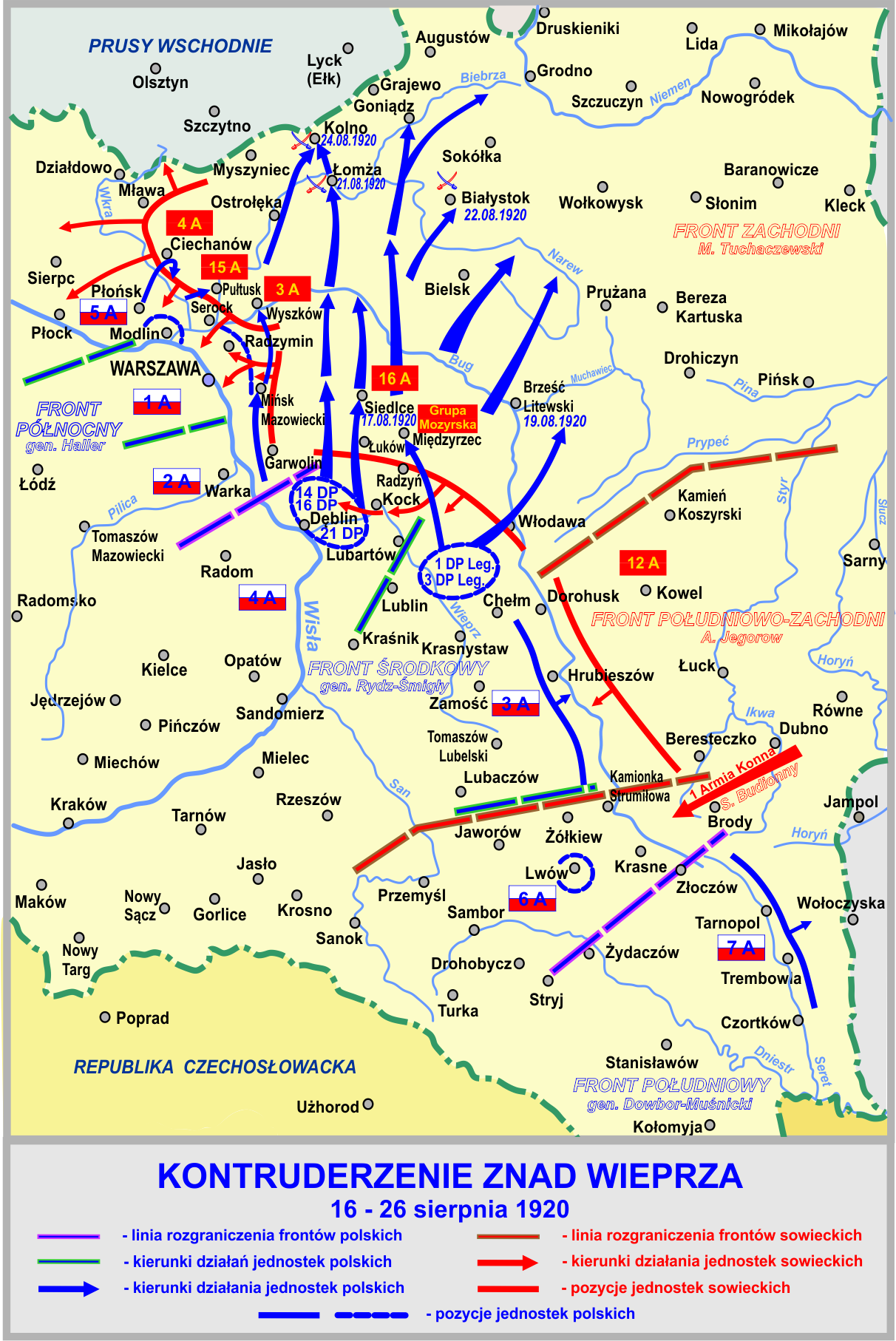
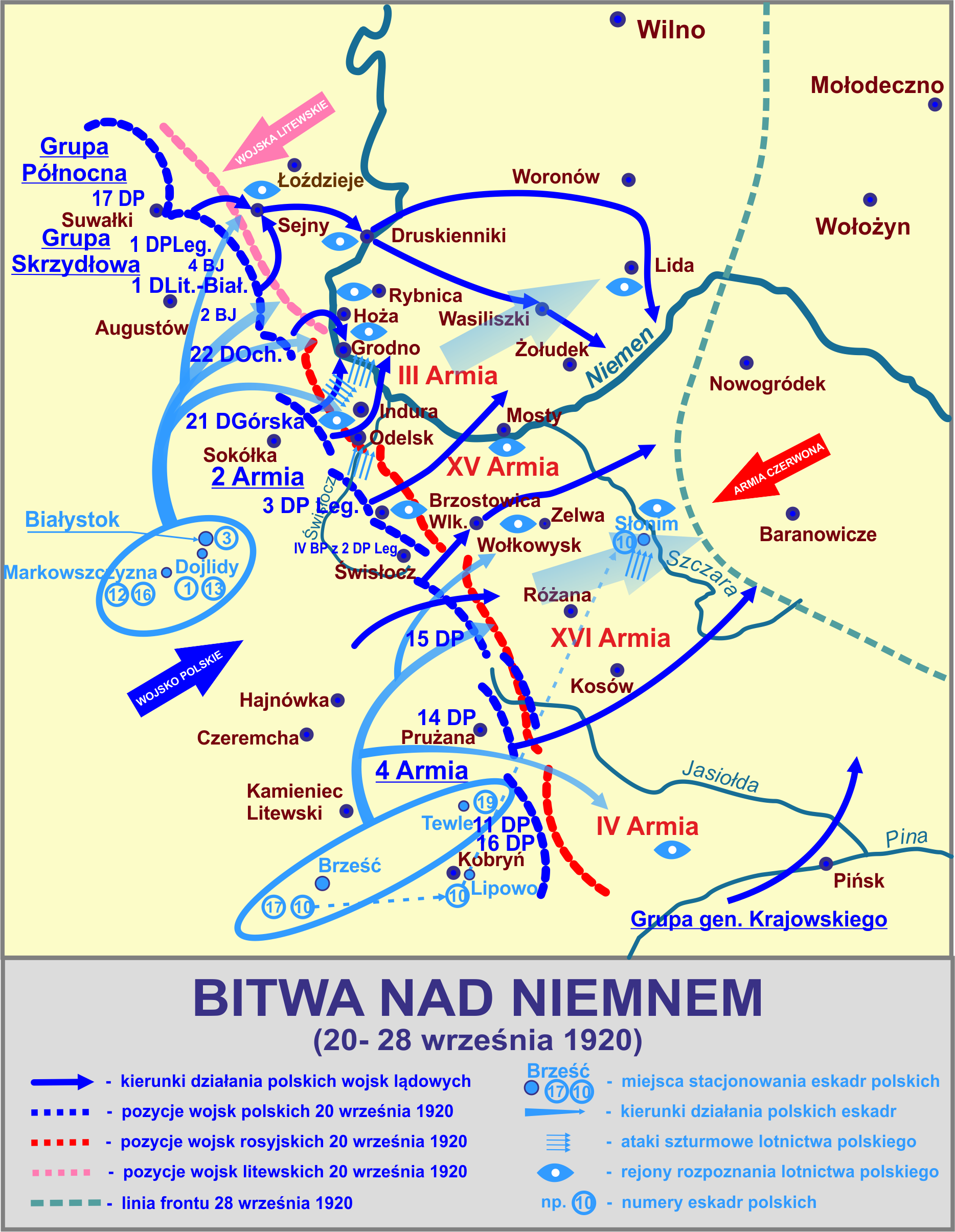
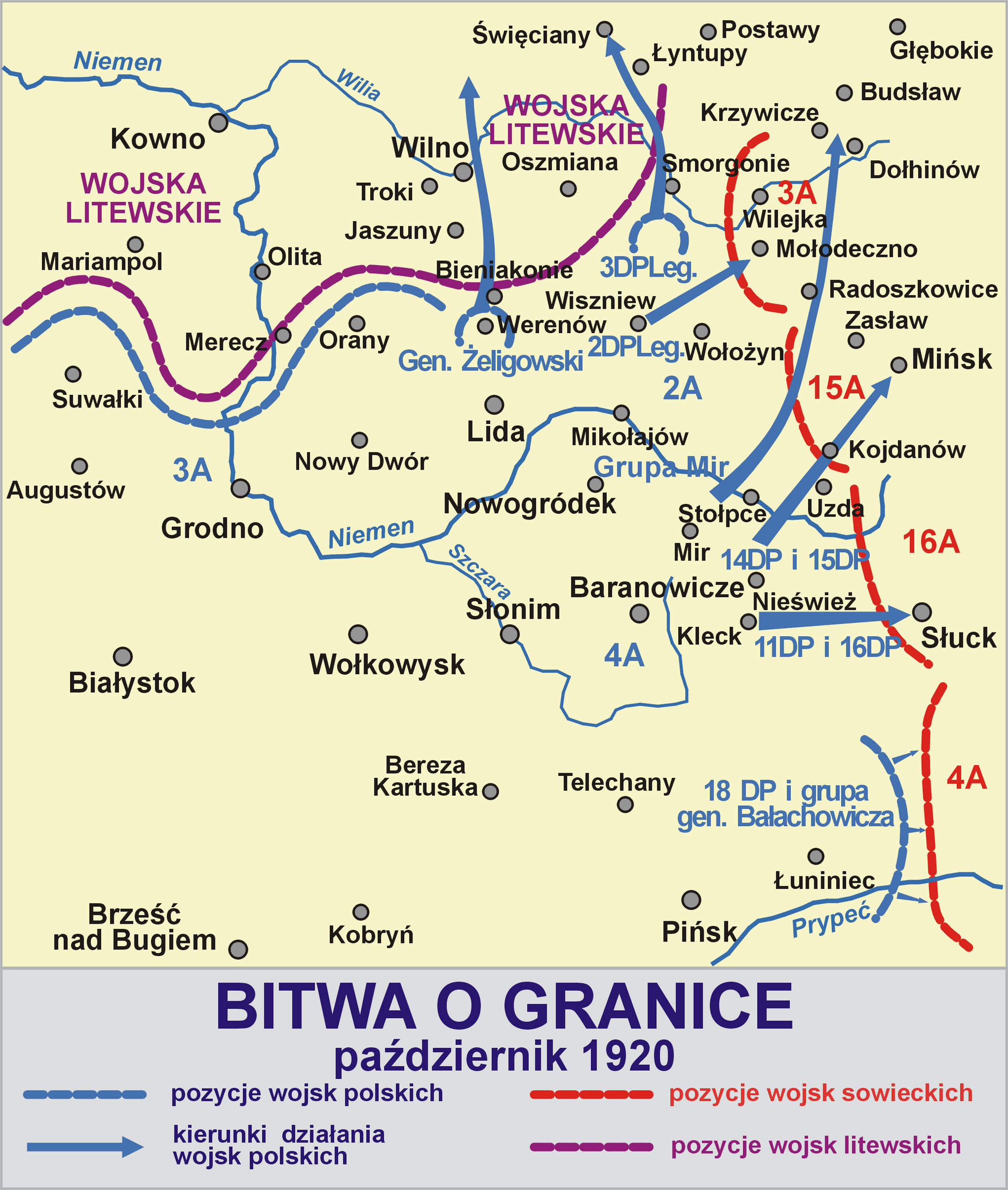

### Kawalerowie Virtuti Militari
| Żołnierze pułku odznaczeni Krzyżem Srebrnym Orderu Wojskowego Virtuti Militari za wojnę 1918–1920 | Żołnierze pułku odznaczeni Krzyżem Srebrnym Orderu Wojskowego Virtuti Militari za wojnę 1918–1920 | Żołnierze pułku odznaczeni Krzyżem Srebrnym Orderu Wojskowego Virtuti Militari za wojnę 1918–1920 |
| ------------------------------------------------------------------------------------------------- | ------------------------------------------------------------------------------------------------- | ------------------------------------------------------------------------------------------------- |
| bomb. Wacław Brzozowski                                                                           | ogn. Kazimierz Bernaszewski                                                                       | kpr. Stefan Hojnacki                                                                              |
| ś.p. kpt. Jan Hubel                                                                               | kpt. Adam Epler                                                                                   | por. Mieczysław Kominkowski                                                                       |
| kpt. Jan Kijowski                                                                                 | ogn. Teofil Kasprzykowski                                                                         | por. Kazimierz Krzyżak                                                                            |
| ppłk Stanisław Miller                                                                             | st. ogn. Józef Misiewicz                                                                          | ppor. Franciszek Mrowec                                                                           |
| ś.p. por. August Pacewicz                                                                         | por. Stanisław Podkowiński                                                                        | plut. Władysław Roguski                                                                           |
| por. Gustaw Smerczak                                                                              | mjr Józef Słanarz                                                                                 | ogn. Bolesław Szulc                                                                               |
| kpt. Andrzej Uthke                                                                                | plut. Czesław Wiśniewski                                                                          | por. Walenty Wesołowski                                                                           |
| por. Marian Zajączek                                                                              | por. Apolinary Żebrowski                                                                          |                                                                                                   |

## Pułk w okresie pokoju

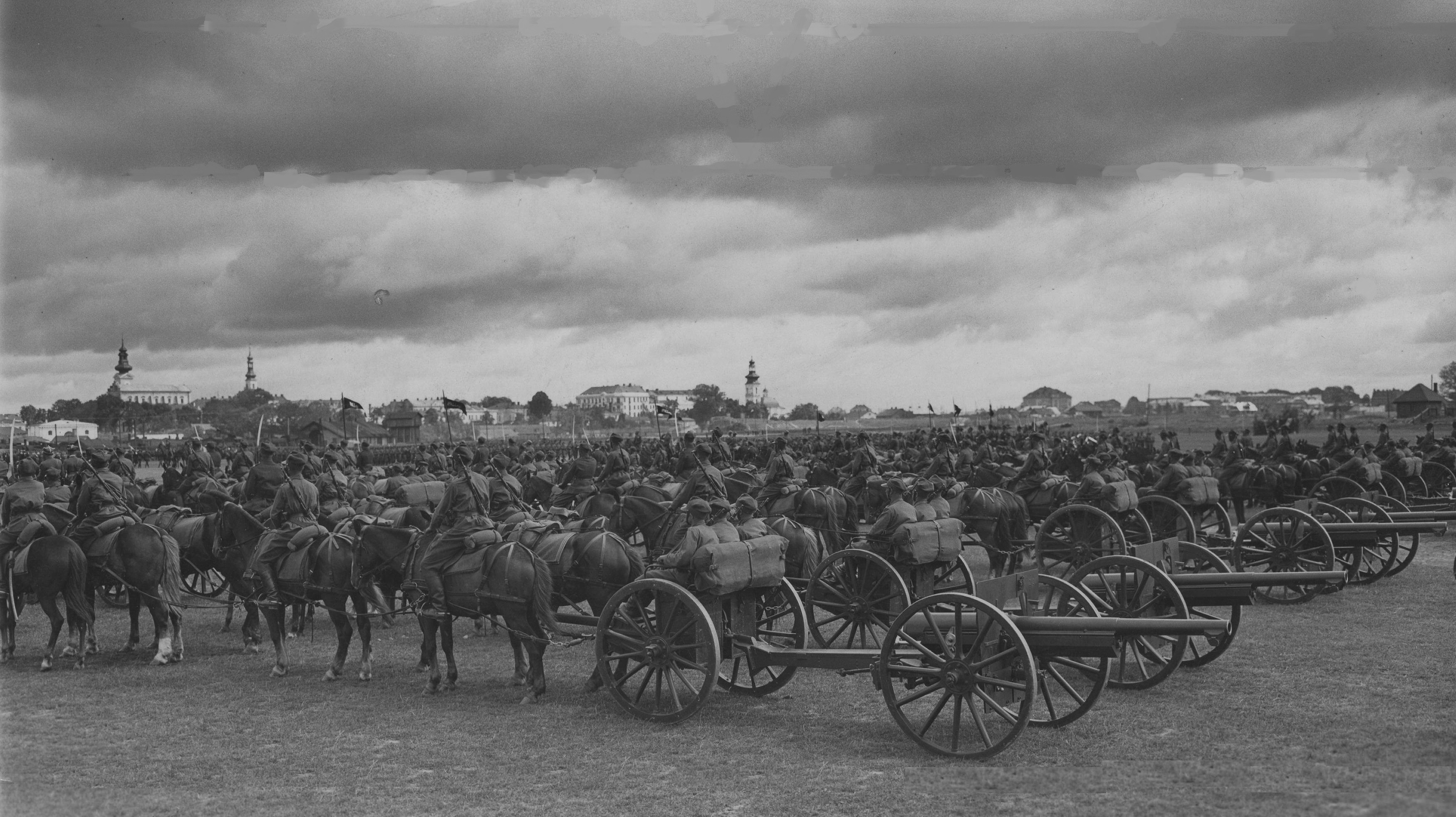
Uroczystości 15-lecia 3 pal Leg. Msza polowa – baterie armat 75 mm wz. 97

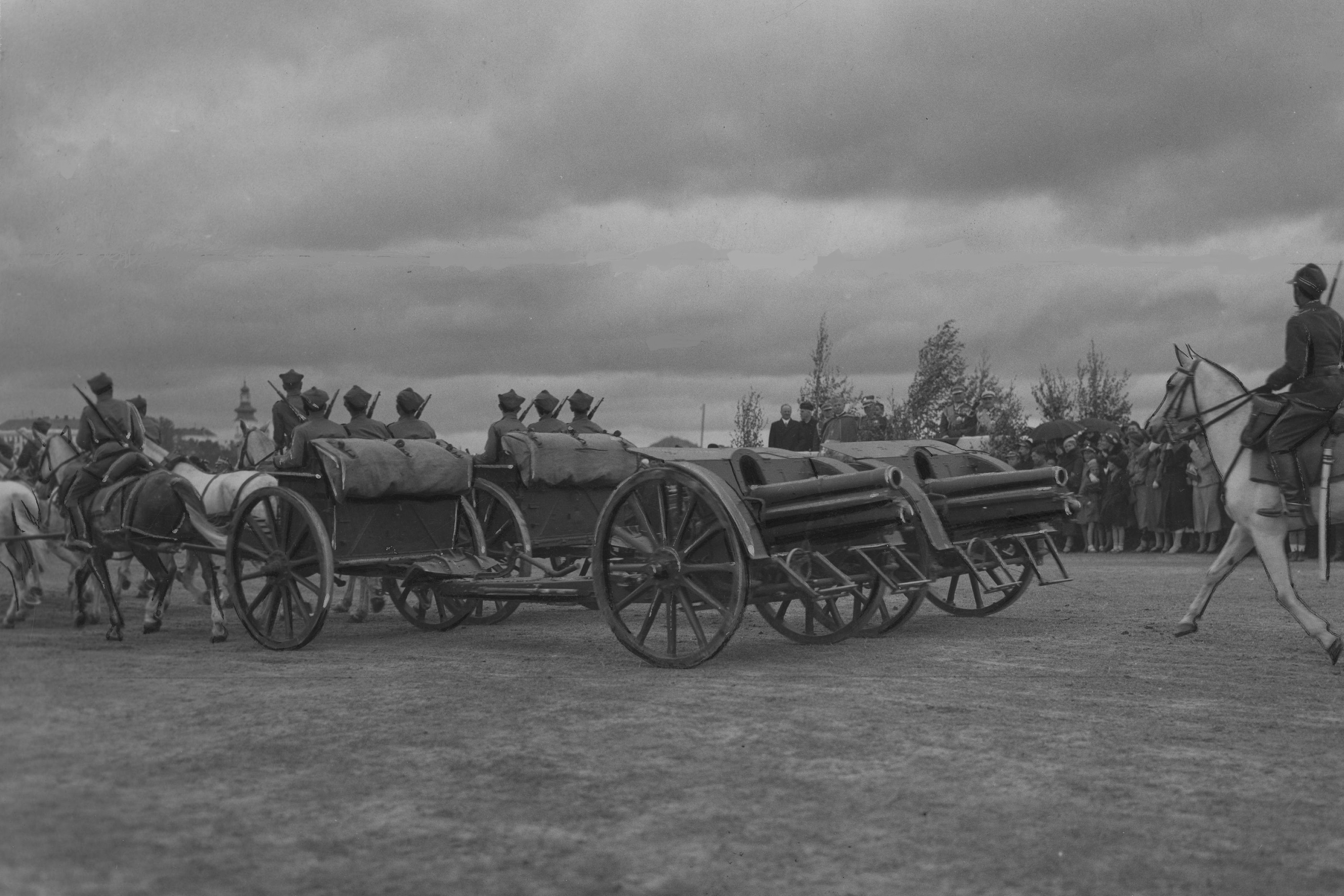
Uroczystości 15-lecia 3 pal Leg. Defilada haubic kal. 100 mm z przodkami

W 1921 z 3 pułku artylerii polowej wydzielono dowództwo III dyonu wraz z 7. i 8 baterią oraz 3 baterię. Oddziały te stały się zawiązkiem 27 pułku artylerii polowej. Po wysłaniu zalążków, zreorganizowano pułk. Utworzono trzy dywizjony po dwie baterie jednoplutonowe.
W październiku 1921 do Zamościa przybyła bateria zapasowa pułku i rozpoczęła przygotowywania do przyjęcia pododdziałów bojowych 3 pap. Te jednak przybyły do macierzystego garnizonu dopiero we wrześniu 1922. Wcześniej stacjonowały w Staroświęcianach i Klewaniu. W 1922 odtworzono III dywizjon oraz 3 baterię. Od tej pory dywizjon miał nietypową strukturę. W swoim składzie posiadał siedem baterii ogniowych.
W 1926 w oddziałach artylerii rozpoczęto proces ujednolicenia struktur. 1 bateria haubic przemianowana została na 7 baterię, a 9 bateria armat na 1 baterię. Zgodnie z Planem Mobilizacyjnym „S” pułk rozwijał się w mobilizacji powszechnej i w 8 dniu osiągał gotowość. Jedynie jego 2 baterii formowana była w alarmie. Ponadto pułk wystawiał w 15 dniu mobilizacji I i II/62 pap, w 4 dniu dowództwo artylerii nr 33, 1 baterię marszową 3 pap z terminem gotowości w 28 dniu, 1 baterię marszową 62 pap z gotowością w 30 dniu. W koszarach pułkowych tworzona była Wojenna Szkoła Podchorążych Artylerii nr II.
Po reorganizacji pułk składał się z trzech dywizjonów: I dywizjon armat w składzie trzech baterii, II dywizjon armat w składzie dwóch baterii i III dyon haubic w składzie dwóch baterii haubic. W kwietniu 1939 po raz kolejny ujednolicano struktury. Tym razem zlikwidowana została 3 bateria armat.
Koszary w Zamościu spełniały wszelkie wymagania niezbędne do funkcjonowania pułku. W dobrym stanie były murowane budynki dowództwa, kasyn podoficerskiego i oficerskiego, mieszkania dla kadry, budynki mieszkalne dla szeregowych i stajnie. Działały świetlice żołnierskie i prowizoryczny teatr. W 1934 otwarto świetlicę pułkową dla szeregowych. Świetlica wyposażona była w aparat radiowy i zestawy gier. Przeczytać w nim można było pisma „Wiarus” i „Żołnierz Polski”, a także „Polskę Zbrojną” i „Ilustrowany Kurier Codzienny”. W latach 30. zorganizowany został chór żołnierski, a szeregowi raz w miesiącu mogli w kinie obejrzeć nowy film.
W 1925 w pułku została założono spółdzielnię pod kierownictwem mjr. Karola Myrka. Od 1928 spółdzielnia emitowała własne pieniądze. W 1930 liczyła 148 członków i prowadziła 2 sklepy. W końcu 1933, z uwagi na duże zadłużenie, spółdzielnia zawiesiła swoją działalność, a w 1934 została rozwiązana.
18 września 1934 w koszarach pułku doszło do tragicznego zdarzenia. Ppor. piech. Piotr Sankowski z 9 pp Leg. pod nieobecność swojego kolegi, ppor. art. Zbigniewa Marii Jana Chudeckiego z 3 pal, przyszedł do jego mieszkania i zastrzelił z rewolweru jego żonę, a następnie dokonał zamachu samobójczego. Na miejsce zdarzenia przybył między innymi kpt. KS Jan Kazimierz Wilk, kierownik Wojskowego Sądu Rejonowego Lublin w Zamościu. W trakcie oględzin miejsca zdarzenia do mieszkania przyszedł ppor. Chudecki i usiłował dokonać zamachu samobójczego przy pomocy własnego rewolweru. Obecni w mieszkaniu powstrzymali oficera od dokonania zamachu, ale oddany przez niego strzał zranił kpt. Wilka. Ppor. Sankowski zmarł po przewiezieniu do szpitala.
Jednym z najważniejszych elementów wojskowej służby było szkolenie wojsk. Na „szkoły ognia” pułk najczęściej wyjeżdżał do Obozu Ćwiczebnego Czeremoszno. Prowadzono tam ostre strzelania, ćwiczono współdziałanie z innymi rodzajami wojsk, sprawdzano wytrzymałość fizyczną żołnierzy podczas długich przemarszów. Inspekcje przeprowadzone przez gen. bryg. Wacława Stachiewicza wykazywały dobre przygotowanie do działań zarówno dowódcy pułku jak całą kadrę oficerską. Ogólnie pułk był postrzegany jako wyróżniający się.
| Obsada personalna i struktura organizacyjna w marcu 1939 | Obsada personalna i struktura organizacyjna w marcu 1939 |
| Stanowisko                                               | Stopień, imię i nazwisko                                 |
| Dowództwo                                                | Dowództwo                                                |
| -------------------------------------------------------- | -------------------------------------------------------- |
| dowódca pułku                                            | płk dypl. Stanisław Tatar                                |
| I zastępca dowódcy                                       | ppłk Tomasz Nowakowski                                   |
| adiutant                                                 | kpt. Mieczysław Dziekoński                               |
| naczelny lekarz medycyny                                 | kpt. dr Jan Karol Hauslinger                             |
| lekarz weterynarii                                       | ppłk Eugeniusz Górniewicz                                |
| młodszy lekarz weterynarii                               | ppor. pdsc. Teofil Czesław Cieślowski                    |
| oficer zwiadowczy                                        | kpt. Stanisław VII Kowalski                              |
| dowódca baterii remontów                                 | kpt. Edward Leopold Antoni Klier                         |
| II zastępca dowódcy (kwatermistrz)                       | mjr Józef Michał Białły                                  |
| oficer mobilizacyjny                                     | kpt. adm. (art.) Marian Stanisław From                   |
| zastępca oficera mobilizacyjnego                         | kpt. adm. (art.) Józef Berezko                           |
| oficer administracyjno-materiałowy                       | kpt. Jan Julian Wodnicki                                 |
| oficer gospodarczy                                       | kpt. int. Stanisław II Biały                             |
| oficer żywnościowy                                       | chor. Stanisław Janaś                                    |
| dowódca plutonu łączności                                | por. Mieczysław Kowalik                                  |
| oficer plutonu                                           | por. Władysław Kotyła                                    |
| I dywizjon                                               |                                                          |
| dowódca I dywizjonu                                      | mjr dypl. Aleksander Mudry                               |
| dowódca 1 baterii                                        | por. Jerzy Zenon Miernik                                 |
| dowódca plutonu                                          | ppor. Władysław Roman                                    |
| dowódca plutonu                                          | ppor. Zbigniew Specylak                                  |
| dowódca 2 baterii                                        | kpt. Zdzisław Stanisław Michał Knycz                     |
| dowódca plutonu                                          | ppor. Zygmunt Antoni Mańczak                             |
| II dywizjon                                              |                                                          |
| dowódca II dywizjonu                                     | vacat                                                    |
| dowódca 4 baterii                                        | kpt. Henryk Stanisław Korolko                            |
| dowódca plutonu                                          | ppor. Kazimierz Emilian Miź                              |
| dowódca 5 baterii                                        | kpt. Tadeusz Zygmunt Pietrański                          |
| dowódca plutonu                                          | por. Władysław Arzymanów                                 |
| dowódca plutonu                                          | por. Franciszek Sobecki                                  |
| III dywizjon                                             |                                                          |
| dowódca III dywizjonu                                    | mjr Zygmunt Andrzej Mucha                                |
| dowódca 7 baterii                                        | kpt. Władysław Stanisław Węgrzyn                         |
| dowódca plutonu                                          | ppor. Tadeusz Ronka                                      |
| dowódca plutonu                                          | ppor. Stefan Kolańczyk                                   |
| dowódca 8 baterii                                        | kpt. Antoni Fetela                                       |
| dowódca plutonu                                          | ppor. Tadeusz Bernard Kisiel                             |
| na kursie                                                | por. Wilhelm Kosiński                                    |
| na kursie                                                | por. Józef Modrzejewski                                  |
| na kursie                                                | por. Zenon Tarasiewicz                                   |

## 3 pal Leg. w kampanii wrześniowej

### Mobilizacja
3 pal Leg. mobilizował się w Zamościu i okolicach w I rzucie mobilizacji powszechnej do etatów wojennych w terminie od 31 sierpnia do 5 września. Dodatkowo w I rzucie mobilizacji powszechnej mobilizował w terminie do 6 września:
- kolumnę taborową nr 204,
- warsztat taborowy nr 201,
- 42 dywizjon artylerii lekkiej (armat).

W II rzucie mobilizacji powszechnej w terminie X+3 i X+4 mobilizował:
- II dywizjon 51 pułku artylerii lekkiej (armat)
- baterię marszową 3 pułku artylerii lekkiej[22].

Mobilizację części pułku rozpoczęto poza Zamościem w pobliskich wsiach. Dowództwo pułku mobilizowano we wsi Jarosławiec, III dywizjon we wsi Siedliska i folwarku Płoskie. Należności dla pułku wyposażenia i broni były zgodne z tabelami mobilizacyjnymi. Konie pochodzące z poboru były w złej kondycji, a zmobilizowane wozy konne w fatalnym stanie. Przed mobilizacją alarmową wymieniono część żołnierzy stanu czynnego pułku z 25 pułkiem artylerii lekkiej, otrzymano do pułku żołnierzy mniejszości niemieckiej. Po zakończeniu mobilizacji koszary 3 pal Leg. przekazano dla Ośrodka Zapasowego Artylerii Konnej nr 2.

### Działania bojowe pułku

#### Walki dowództwa 3 pal Leg. i I dywizjonu 3 pal Leg.
3 września o godz. 14.30 z Zamościa transportem kolejowym wyjechało dowództwo I dywizjonu i 2 bateria, w godzinach przedwieczornych 3 bateria z większością kolumny amunicyjnej dywizjonu. 4 września w godzinach popołudniowych jako pierwsze przybyły do rejonu koncentracji 3 Dywizji Piechoty Legionów dowództwo I/3 pal Leg. z 2/3 pal Leg. Transport wyładowano w rejonie Radomia. Następnie przemaszerowano w okolice Odrowąża celem wsparcia batalionów piechoty 3 DP Leg. zajmujących pozycje na linii rzeki Krasna. Rano 4 września 1 bateria 3 pal Leg. dotarła ze wsi Jarosławiec do Zamościa, tam została załadowana do transportów kolejowych wraz z dowództwem 3 pal Leg. i plutonem topograficzno-ogniowym. O godz. 18.30 transport odjechał w rejon koncentracji 3 DP Leg. i Południowego Zgrupowania Armii „Prusy”. 5 września w godzinach porannych w rejonie Radomia wyładowano 3/3 pal Leg, większość kolumny amunicyjnej, tabor żywnościowy. 6 września dowództwo I dywizjonu wraz z 2 baterią wsparło składające się tylko z 3 batalionów, zgrupowanie 3 DP Leg., które zajęło obronę w rejonie Krasna – Luta – Samsonów. 2/3 pal Leg. 6 września przed południem ostrzelała niemiecki podjazd w rejonie Mniowa, który wycofał się. Po godz. 14.00 na rozkaz dowództwa 12 Dywizji Piechoty (któremu zgrupowanie 3 DP Leg. podlegało) zostało wycofane w rejon Ubyszów, Majdów. W tym rejonie zgrupowanie dołączyło do macierzystej dywizji. Nocą 6/7 września I/3 pal Leg. bez dwóch baterii pomaszerował do Skarżyska Kamiennej. W nocy również nastąpił wyładunek na stacji Jedlnia transportu z dowództwem 3 pal Leg. i 1/3 pal Leg. 7 września od rana koncentrowano oddziały 3 DP Leg. w Skarżysku Dużym, w ten rejon oprócz dowództwa pułku dotarły też wszystkie baterie wraz z dowództwem I dywizjonu. Nocą 7/8 września podjęto marsz do rejonu Seredzic, przed świtem I/3 pal Leg osiągnął północno-wschodnią część lasu Seredzice. Wydzielono z dywizjonu baterię 1/3 pal Leg. do wsparcia 8 pułku piechoty Legionów w obronie pod wsią Trąbowiec Duży, bateria zajęła stanowiska na zachód od wzg.246. Od godz. 8.00 I/3 pal Leg. ze stanowisk na północ od Seredzic miał za zadanie wesprzeć batalion II/7 pułku piechoty Legionów w rejonie Iłży. Od godz. 9.00 I/3 pal Leg. (bez 1 baterii) otworzył ogień na niemieckie oddziały, które pojawiły się w rejonie wsi Piłatka. Od godz. 12.00 dywizjon wspierał obronę Iłży prowadzoną przez 7 pp Leg. Ostrzał dywizjonu unieszkodliwił niemiecki punkt obserwacyjny artylerii. Następne natarcie niemieckie skierowane na wzg. 246 zostało powstrzymane. Ostrzałem dywizjonu kierowali dowódca AD 3 DP Leg. płk Stanisław Tatar, dowódca 3 pal Leg. ppłk Tomasz Nowakowski i dowódca dywizjonu mjr Mieczysław Kułakowski. Korygowany przez niemiecki samolot obserwacyjny ostrzał artylerii niemieckiej, czasowo obezwładnił obie strzelające baterie dywizjonu. Po odzyskaniu gotowości bojowej obie baterie ponownie włączyły się do walki. W rejon dowództwa artylerii dywizyjnej przedarł się niemiecki podjazd pancerny, który został odparty ogniem na wprost przez 1/3 pal Leg., która zniszczyła jeden niemiecki pojazd pancerny. Około godz. 15.00 pozycje batalionu II/7 pp Leg. zostały przełamane przez oddziały niemieckie, wprowadzone do akcji czołgi i piechota zostały powstrzymane przez ostrzał 2 i 3 baterii I dywizjonu armat. Około godz.18.00 ponowne niemieckie natarcie na Iłżę zostało powstrzymane przez 7 pp Leg. i wspierający go I/3 pal Leg. Około godz.15.00 oddziały niemieckiej 2 Dywizji Lekkiej wraz z czołgami wykonały natarcie na pozycje 8 pp Leg., nieliczne czołgi przedarły się w rejon dowództwa dywizji, zostały odparte przez jeden z plutonów 1 baterii ostrzałem na wprost, który uszkodził jeden z niemieckich czołgów.
Wieczorem podjęto próbę przebicia się ku Wiśle, do batalionu I/9 pułku piechoty Legionów przydzielono 2 baterię jako artylerię towarzyszącą. Po minięciu Iłży natarcie piechoty zostało zatrzymane, przetaczane ręcznie armaty zajęły stanowiska ogniowe i ostrzałem na wprost ostrzelały oddziały niemieckie w Piłatce, zmuszając do milczenia niemieckie środki ogniowe. W trakcie tej walki ranny został dowódca dywizji płk Marian Turkowski znajdujący się przy 2 baterii i I batalionie 9 pp Leg. Będący przy 2 baterii płk Tatar poprowadził pozostałość batalionu i 2/3 pal Leg. do lasów Antoniów-Czerwona, który osiągnął 9 września o świcie. Dowódca 3 pal Leg. wraz z dowództwem pułku i taborami przedostał się przez Kotlarkę i Prędocin do lasu na północ od szosy Iłża-Lipsko. Pluton topograficzno-ogniowy ppor. Władysława Romana przedarł się z Iłży, w rejonie wzgórza zamkowego natknął się na dwie opuszczone armaty 75 mm z 55 pułku artylerii lekkiej, wspólnie z podległymi żołnierzami odnalazł zaprzęgi i dwa jaszcze, dotarł w rejon Ciecierówki. Dołączył jeszcze działon z plutonu artylerii piechoty 8 pp Leg. Z grupą kpt. Żelewskiego z 8 pp Leg. przedarł się jeden działon z 3 pal Leg. w kierunku lasów małomierzyckich, w tym samym kierunku przedzierały się pluton z dwoma armatami z 3 pal Leg. wraz z częścią batalionu II/7 pp Leg. 9 września do pozostałości 36 Dywizji Piechoty rez. w rejonie Jasieńca Górnego dotarła kompletna bateria I/3 pal Leg. Wieczorem tego dnia, grupa ta z baterią dotarła do Piotrowego Pola. 9 września grupa płk. Tatara w lesie Antoniów-Czerwona pozostawiła tabory i broń ciężką, w tym armaty. 2 bateria i nocnym marszem przedarła się do Wisły, nad ranem bateria bez armat przeszła na jej wschodni brzeg w rejonie Solca. Grupa ppłk. Nowakowskiego po pozostawieniu taboru w rejonie lasu Antoniów, podzielona została na dwa oddziały; konny ppłk. Nowakowskiego i pieszy por. Mieczysława Kowalika. Oddział ppłk Nowakowskiego dołączył do grupy płk. Tatara i z nią przedarł się za Wisłę. Oddział por. Kowalika, również przeszedł na wschodni brzeg Wisły. Improwizowana bateria ppor. Romana dołączyła do przybyłego i osłabionego batalionu II/8 pp Leg. Uzupełniono obsługi artylerzystami i ok. południa 9 września podjęto marsz w kierunku Zwolenia ku Wiśle. Po wyjściu z lasu w rejonie wsi Ostrowica II/8 pp Leg. natknął się na nieprzyjaciela, znajdujące się w szykach piechoty dwie armaty podjęły walkę z niemiecką piechotą i samochodami pancernymi. Ostrzał niemieckiej artylerii spowodował panikę w taborach i ich rozproszenie, wywołany niepokój spowodował wycofanie się piechoty i armat do lasu. Bateria ppor. Romana ze względu na trudności terenowe, oddzielnie od piechoty podjęła marsz, dołączając do grupy ppłk wet. Eugeniusza Górniewicza. Po wyczerpaniu możliwości przedarcia się całością sił pozostawiono armaty, a artylerzyści w grupach przedzierali się na wschodni brzeg Wisły. Części się udało, część dostała się do niewoli.
Do końca 12 września płk Tatar zbierał pozostałości żołnierzy 3 DP Leg. w rejonie Opola, w tym artylerzystów I/3 pal Leg. Nocą 12/13 września podjęto marsz przez Bełżce, Bychawę, Giełczew, Kszczonów, Chmiel, Kozice i Piaski do Chełma Lubelskiego, który osiągnięto 17 września. Spieszony dywizjon artylerzystów mjr Mieczysława Kułakowskiego wszedł w skład III Brygady Piechoty, 19 września wchłoniętej przez 1 Dywizję Piechoty Legionów. 21 września podjęto marsz przez Wojsławice, Tuczępy, osiągając na koniec dnia Czartowczyk, Wożuczyn. 22 września dywizjon mjr. Kułakowskiego wyruszył w kierunku Tarnawatki, w rejonie Rahanie był ostrzelany przez artylerię niemiecką. Nocą 22/23 września podjęto marsz z Wahań do Bud Dzierążyńskich, które zajęto o świcie 23 września. Podjęto w ogniu broni maszynowej natarcie spieszonych artylerzystów, które zostało powstrzymane przez obronę niemieckiej 8 DP. 23 września dywizjon artylerzystów bronił wsi Antonówka, w której doszło do zaciętej walki dywizjonu z piechotą niemieckiej 8 DP. O godz. 14.00 silna niemiecka nawała artyleryjska załamała obronę dywizjonu, wycofujący się w kierunku Tarnawatki dywizjon został rozbity, poległo wielu artylerzystów, wśród nich mjr Mieczysław Kułakowski.

#### Walki II i III dywizjonów 3 pal Leg. w składzie 39 DP rez.

##### Walki nad Wisłą i Wieprzem
Dowództwo II dywizjonu wraz z 4 baterią i plutonem kolumny amunicyjnej, wyjechało transportem kolejowym z Zamościa w kierunku miejsca koncentracji 3 DP Leg., wieczorem 5 września. Wieczorem 6 września dotarł do stacji Gołąb, gdzie został zatrzymany z uwagi na poważne uszkodzenie mostu kolejowego na Wiśle. W nocy 6/7 września na rozkaz oficera Szefostwa Komunikacji Naczelnego Wodza transport wyładowano i przeznaczono oddziały do obrony wschodniego brzegu Wisły. Nocą 6/7września dotarła do stacji Gołąb również 5 bateria. 7 września 6 bateria została wyładowana na tej samej linii kolejowej na jednej z wcześniejszej stacji i po marszu dołączyła do II/3 pal Leg. w rejonie Gołębia. W nocy 4/5 września wyjechały z Zamościa transporty III dywizjonu, jako pierwsza 8 bateria z samodzielnym patrolem meteo nr 3 i taborem żywnościowym. Jako druga 7 bateria z dowództwem dywizjonu i rano 9 bateria z kolumną amunicyjną i kompania asystencyjna nr 121. 8 września stacjonujący w Kurowie i pobliskich wsiach II/3 pal Leg. podporządkowany został dowódcy Warszawskiej Brygady Pancerno-Motorowej wkrótce na stacji Gołąb wyładował się sukcesywnie III/3 pal Leg., który podporządkowano wraz z 3 dywizjonem artylerii ciężkiej dowódcy WBP-M płk. dypl. Stefanowi Roweckiemu. Zgodnie z rozkazem, wieczorem 8 września III/3 pal Leg. odmaszerował do rejonu Puław, a o świcie 9 września do Puław dotarł II/3 pal Leg. Obronę rejonu Puław organizował 9 pułk piechoty Legionów pod dowództwem ppłk. Zygmunta Bierowskiego. Oba dywizjony zajęły stanowiska ogniowe, a punkty obserwacyjne umieszczone zostały na skarpie i wale wiślanym. Bateria 6/3 pal Leg. zajęła stanowiska osobno na południe od Puław w górze rzeki. Około godz. 17.00 nastąpił nalot na Puławy, objął on też stanowiska ogniowe II/3 pal Leg. i punkty obserwacyjne II i III dywizjonów. Nocą 9/10 września II/3 pal Leg. zmienił stanowiska ogniowe z rejonu stacji kolejowej na okolice folwarku Szkoły Rolniczej. 10 września zgrupowanie 3 DP Leg. zebrane na wschodnim brzegu Wisły weszło w skład 39 Dywizji Piechoty rez. 10 września podchodzące ku Wiśle oddziały niemieckie zostały ostrzelane przez baterie 3 pal Leg., lecz w krótkim czasie zamilkły z uwagi na przecięcie linii telefonicznych przez niemieckich dywersantów. Jeden z nich został ujęty przez wysłane patrole. Podchodzące niemieckie oddziały obłożone zostały ogniem zaporowym i ostrzałem obserwowanym z punktów obserwacyjnych. Aktywna niemiecka artyleria i lotnictwo zlokalizowały, zapaliły i zniszczyły punkt obserwacyjny III dywizjonu mieszczący się w bożnicy, gdzie poległo 4 żołnierzy. 11 września bateria 9/3 pal Leg. wsparła wypad plutonu pionierów 9 pp Leg na zachodni brzeg Wisły. Punkt obserwacyjny mieścił się na wyspie na wprost wsi Opatkowice. 12 września baterie prowadziły ostrzał podejść do możliwych przepraw na zachodnim brzegu Wisły. 13 września kolumny amunicyjne obu dywizjonów 3 pal Leg. pobrały z Głównej Składnicy Uzbrojenia nr 2 w Stawach k/Dęblina maksymalną ilość amunicji do armat i haubic. Tego dnia prowadzono ogień nękający niemieckich oddziałów na zachodnim brzegu. Do III dywizjonu haubic dołączył ppor. Władysław Roman, który został adiutantem III/3 pal Leg. W godzinach południowych II/3 pal Leg. został skierowany do obrony przeciwpancernej w Puławach i najbliższej okolicy. 6/3 pal Leg. wspierała tego dnia batalion nadwyżek 8 pp Leg. na południe od Puław. 14 września pod Puławami doszło do próby forsowania Wisły przez niemiecką 29 Dywizję Piechoty Zmotoryzowanej, próba została odparta ogniem obu dywizjonów. Około godz.17.00 artyleria niemiecka dokonała nakrycia ogniem stanowisk II/3 pal Leg. poległo dwóch kanonierów, kilku zostało rannych, utracono też pewną ilość koni.
14 września o zmroku dywizjony II i III 3 pal Leg oraz 3 dac rozpoczęły odwrót z linii Wisły. Dywizjony maszerowały w kolumnie 9 pp Leg. z rejonu Puław i Kazimierza po osi Kurów, Krasienin do południowo-zachodniej części lasów kozłowieckich. Z uwagi na marsz po piaszczystych polnych drogach marsz wydłużył się. W trakcie marszu bateria 9/3pal Leg. w dniu 15 września odparła ogniem na wprost atak niemieckiego podjazdu pancerno-motorowego. 16 września ok. godz. 11.00 dywizjony osiągnęły wschodni skraj lasów kozłowieckich. Ponownie wyruszono ok. godz.16.00 poprzez Nasutów, wschodni skraj Lublina, Jaszczów do lasu na południe od Białki. Z uwagi na ciężką drożnie cel marszu osiągnięto 17 września po południu. 18 września o godz. 5.00 pomaszerowano przez Pawłów, Krzywowolę do lasów koło Zalesia, osiągając je w południe. Nocą 18/19 września podjęto dalszy marsz poprzez Zuzlin, Bziłe, szosa na Krasnystaw do lasu Surków. II/3 pal Leg. wraz z 9 pp Leg. maszerował przez Rejowiec i Krasnystaw do Pańskiej Doliny. Do natarcia na Krasnystaw wyznaczono batalion III/9 pp Leg. ze wsparciem baterii 4/3 pal Leg. Natarcie piechoty ze wsparciem artylerii wyparło niemieckie oddziały ze wschodniego brzegu rzeki Wieprz, niemiecki kontratak 4 DP odrzucił i rozbił polskie natarcie. Dywizjony 3 pal i 3 dac wsparły ogniem natarcie 95 pułku piechoty podczas natarcia na wieś Krupa, dalsze natarcie pułku opanowało las na północ od Krasnegostawu i dotarło do Wieprza. O świcie 19 września oba dywizjony 3 pal Leg zajęły stanowiska ogniowe w lesie majątku Orłów na południowy zachód od Surhowa, skąd wspierały ogniem obronę własnej piechoty przed natarciami oddziałów niemieckiej 4 DP. Dywizjony poniosły straty osobowe i w koniach. Nocą 19/20 września oddziały oderwały się od wojsk niemieckich i pomaszerowały poprzez Chełmiec, Krasiczyn do Majdanu Skierbieszowskiego. Podczas domarszu do celu w godzinach porannych na III/3 pal Leg. nastąpił atak lotnictwa niemieckiego, który rozproszył część taborów dywizjonowych i bateryjnych. 20 września oba dywizjony przebywały w rejonie Majdanu Sitanieckiego wraz ze zgrupowaniem 9 pp Leg. Po redukcji taborów oba dywizjony podjęły marsz przez Dębowiec, Janówkę, Horyszów Polski, Kolonię Bożydar.

##### W bitwie pod Tomaszowem Lubelskim
Od wieczora 20 września podjęto przygotowania do natarcia na Tomaszów Lubelski. Podjęto marsz na stanowiska wyjściowe do natarcia: II/3 pal Leg. pomaszerował nocą do lasu pomiędzy drogą kolonia Bożydar-Barchaczów i Cześniki-Brudek, a III/3 pal do lasu na południowy zachód od kolonii Bożydar. O świcie 21 września II dywizjon maszerował przez Łabunie do Majdanu Ruszowskiego, po ostrzelaniu go ogniem broni maszynowej na północny zachód od wzg. 256, zajął stanowiska ogniowe na polanie koło gajówki na zachód od wzg.256. O godz. 9.00 na stanowiska II/3 pal Leg. wyszło natarcie niemieckiej piechoty z 27 DP. Ogniem na wprost z armat dywizjon odrzucił niemieckie natarcie. Po ostrzelaniu przez artylerię niemiecką rejonu wzg. 256 nastąpiło ponowne natarcie niemieckiej 27 DP, również odparte ogniem armat dywizjonu. W tym samym czasie III/3 pal Leg. zajął stanowiska ogniowe pod lasem na północ od Barchaczowa, skąd wspierał obronę Barchaczowa prowadzoną przez batalion III/8 pp Leg. Dywizjon ostrzelał skoncentrowanym ogniem wszystkich haubic wieś Łabunie, podstawę natarcia niemieckiego, kolumnę artylerii niemieckiej na drodze do Łabuń. Kierowany przez samolot obserwacyjny ostrzał niemieckiej artylerii, nakrył stanowiska ogniowe III/3 pal Leg. Na stanowiskach wybuchła panika, pozbawiony wsparcia batalion piechoty został wyparty z Barchaczowa. Zdołano na nowe stanowiska wycofać połowę haubic III dywizjonu, głównie z 9 baterii. W tym samym czasie natarcie niemieckiej piechoty odrzuciło batalion III/9 pp Leg. i dotarło w pobliże stanowisk II/3 pal Leg., który ostrzałem na wprost zatrzymał niemieckie natarcie. Kontratak piechoty wsparty częścią żołnierzy II dywizjonu odrzucił piechotę niemiecką. Między godz.13.00 a 14.00 kolejne niemieckie natarcie wzdłuż drogi do Cześnik odrzuciło III/9 pp Leg. i ponownie ogniem na wprost II dywizjon obronił swoje stanowiska ogniowe. Ostatecznie kontratak kompanii sztabowej (asystencyjnej) 3 DP Leg. odrzucił niemiecką piechotę od stanowisk artylerii. Trzecie niemieckie natarcie o godz.16.00 przełamało linie piechoty i zdołało opanować część stanowisk ogniowych II/3 pal Leg. Zdołano ogniem broni strzeleckiej i armatnim zablokować niemieckie natarcie przy drodze na północ od wzg.256, a następnie kontratakiem zebranych żołnierzy dywizjonu i piechurów pod dowództwem kpt. Henryka Korolko, odrzucić niemiecką piechurów z 27 DP od stanowisk dywizjonu. W boju tym, II dywizjon stracił ok. 50% stanów osobowych. Nocą 21/22 września wycofano dywizjony artylerii w rejon Cześniki, kolonia Bożydar. Dokonano reorganizacji III dywizjonu odtwarzając 9 baterię w składzie 4 haubic i 7 baterię z 2 haubicami. III/9 pal Leg. zajął stanowiska ogniowe obok dworu w Cześnikach.
22 września o godz. 10.30 39 DP rez. podjęła natarcie na Łabunie. Zostało ono załamane w silnym ogniu niemieckiej artylerii VII Korpusu Armijnego. Natarcie piechoty wspierały oba dywizjony 3 pal Leg., stoczyły też pojedynek z niemieckimi bateriami artylerii. W trakcie czego znalazły się też pod ogniem baterii niemieckich VII KA. Również kierowany przez obserwatora z piechoty, II/3 pal Leg. dokonał nakrycia ogniem stanowisk ogniowych niemieckiego dywizjonu artylerii w rejonie Łabuń, zmuszając go do ich zmiany. O godz. 16.00 niemieckie natarcie odrzuciło oddziały piechoty 39 DP rez. w okolice Cześnik, dywizjony artylerii stawiły opór na stanowiskach ogniowych, ponownie prowadząc ogień na wprost zatrzymały dalsze niemieckie natarcie. Kontratak oddziału zbiorczego 39 DP rez. odrzucił oddziały niemieckie do lasu barchaczowskiego, a następnie zmusił do wycofania się wroga do Łabuń. Oba dywizjony poniosły ponownie wysokie straty osobowe ok. 50% stanu. Ranni zostali między innymi kpt. Henryk Korolko i kpt. Tadeusz Pietrasiński. Wieczorem 22 września baterie 3 pal Leg. zaczęły się przegrupowywać osiągając nowe stanowiska osiągając je po południu i wieczorem 23 września. Bateria 9/3 pal Leg. została przydzielona do 6 pułku strzelców podhalańskich, który miał za zadanie zamknąć ogniem i przeszkodami szosę Zamość-Tomaszów Lub. w pobliżu skrzyżowania z drogami Cześniki-Łabunie i Łabunie-Ruszów i utrzymać do świtu 24 września. 23 września ok. godz. 19.00 9 bateria haubic wsparła ogniem obronę Podhalan, przed natarciem niemieckiej 27 DP wspartej czołgami od strony Łabuń, a następnie nocny kontratak batalionu III/6 pspodh. na Łabunie. Po odbiciu Łabuń o godz. 23.00 9/3 pal Leg. wraz z 6 pspodh. podjęły marsz w kierunku Suchowoli. Po stwierdzeniu obrony niemieckiej w Suchowoli, 6 pspodh. wykonał nieudane nocne natarcie na Suchowolę. O świcie 24 września ponowne natarcie Podhalan z efektywnym wsparciem 9 baterii haubic pozwoliło zdobyć wieś. Kontratak niemiecki wkrótce odbił Suchowolę, a 9/3 pal Leg. osłaniała odskok i oderwanie od nieprzyjaciela 6 pułku. Na tyły baterii wyszło niemieckie natarcie, które powstrzymał jeden z plutonów ogniem na wprost, aż do wyczerpania amunicji. Reszta baterii z dwoma haubicami wycofała się do rejonu wsi Potoczek, tam z braku amunicji na rozkaz dowódcy 6 pspodh. zniszczono haubice, rozwiązano baterię. Żołnierze podjęli nieudaną próbę wyjścia z okrążenia, wieczorem większość dostała się do niemieckiej niewoli.
II/3 pal Leg. wraz pozostałością III/3 pal Leg. 23 września przed południem podjął marsz przez Krzywy Stok, Majdan Krynicki, Polanówkę do Majdanu Ruszowskiego, ostatecznie rano 24 września dotarły one do rejonu Krasnobrodu. Ze stanowisk ogniowych II dywizjon armat i 7 bateria haubic podjęły wsparcie natarcia piechoty na Krasnobród, który w rezultacie zdobyto. 25 września po południu wspierano natarcie piechoty na broniącą się niemiecką 8 DP, na wzgórzach na południe od Krasnobrodu i wzg. 335,9. O godz. 14.30 II/3 pal Leg wsparł natarcie XXIX Brygady Piechoty na wzg. 304, które opanowano. Jednak kontratak niemiecki odbił ponownie wzg. 304, wsparcie dywizjonu stało się mało efektywne z uwagi na kończącą się amunicję. 25 września na południe od Krasnobrodu, 7/3 pal. Leg. prowadziła rzadki ogień nękający z uwagi na kończącą się amunicję. Po południu nawała niemieckiej artylerii, nakryła stanowiska ogniowe 7 baterii, obie haubice i jaszcze zostały zniszczone, poległo i rannych zostało wielu artylerzystów, utracono większość koni. 7 bateria haubic przestała istnieć. 26 września II/3 pal Leg. wyruszył wraz z piechotą przez Jacnię, Kaczorki, Malewszczyznę do rejonu Szopowe. Po całodziennym postoju, wieczorem nadeszła informacja o kapitulacji, w nocy uszkodzono broń i sprzęt, niektórzy żołnierze usiłowali przedrzeć się przez otaczający kordon wojsk niemieckich i sowieckich. Rano 27 września pozostali żołnierze 3 pal Leg. odmaszerowali w kierunku Terespola do niewoli niemieckiej.

### Oddział Zbierania Nadwyżek 3 pal Leg.
Po zmobilizowaniu jednostek przewidzianych planem i wyjściu ich „w pole”, w koszarach pozostała znaczna liczba szeregowych. Z nich sformowano baterię marszową 3 pal Leg. pod dowództwem ppor. art. rez. inż. Wolfa Rozenberga. Z uwagi na wydanie przez wiceministra spraw wojskowych rozkazu do obrony linii Bugu dla gen. bryg. Kazimierza Sawickiego, od 11 września rozpoczęto gromadzenie wszystkich możliwych oddziałów i jednostek do jego obrony. 11 września wymaszerowała do Włodzimierza Wołyńskiego bateria marszowa 3 pal Leg. ppor. rez. Rozenberga, gdzie przybyła nocą 12/13 września i weszła w skład artylerii Grupy „Włodzimierz”. W ślad za baterią marszową, 12 lub 13 września z Zamościa wymaszerował OZN 3 pal Leg. liczący 300-400 żołnierzy, 200 koni, wozy, materiał intendencki i kancelarię. 15 lub 16 września OZN 3 pal Leg. dotarł do Łucka. Skąd po kilkunastu godzinach pomaszerował do Włodzimierza Wołyńskiego, aby tam wejść w skład OZAL typ specjalny nr 2. W trakcie marszu rozpoczęła się dezercja żołnierzy z mniejszości narodowych, po otrzymaniu informacji o agresji sowieckiej dezercje przybrały na sile. Podjęto marsz na południe Lubelszczyzny, wycofując się przed wojskami sowieckimi. Ostatecznie resztki OZN 3 pal Leg. wraz ze sztandarem 24 września dotarły w okolice Krasnobrodu. Oddział w chwili rozwiązania liczył 40 żołnierzy.
| Struktura organizacyjna i obsada personalna we wrześniu 1939 | Struktura organizacyjna i obsada personalna we wrześniu 1939   |
| Stanowisko                                                   | Stopień, imię i nazwisko                                       |
| Dowództwo pułku                                              | Dowództwo pułku                                                |
| ------------------------------------------------------------ | -------------------------------------------------------------- |
| dowódca pułku                                                | ppłk Tomasz Nowakowski                                         |
| adiutant                                                     | kpt. Mieczysław Dziekoński                                     |
| oficer zwiadowczy                                            | ppor. Stefan Kolańczyk                                         |
| oficer obserwacyjny                                          |                                                                |
| oficer łączności                                             | por. Mieczysław Kowalik                                        |
| oficer broni                                                 | kpt. Tadeusz Konopacki                                         |
| dowódca plutonu topograficzno-ogniowego                      | ppor. Władysław Roman                                          |
| I dywizjon (12 armat 75 mm)                                  |                                                                |
| dowódca dywizjonu                                            | mjr Mieczysław Kułakowski                                      |
| adiutant                                                     |                                                                |
| oficer zwiadowczy                                            |                                                                |
| oficer obserwacyjny                                          |                                                                |
| oficer łącznikowy                                            |                                                                |
| oficer łączności                                             |                                                                |
| dowódca kolumny amunicyjnej                                  |                                                                |
| dowódca 1 baterii                                            | por. Jerzy Miernik                                             |
| oficer zwiadowczy                                            | ppor. rez. Czesław Stefański                                   |
| oficer ogniowy                                               | ppor. rez. Jan Kleniewski                                      |
| dowódca 2 baterii                                            | por. Franciszek Sobecki                                        |
| oficer zwiadowczy                                            |                                                                |
| oficer ogniowy                                               |                                                                |
| dowódca 3 baterii                                            | kpt. Feliks Wojciechowski                                      |
| oficer zwiadowczy                                            |                                                                |
| oficer ogniowy                                               |                                                                |
| II dywizjon (12 armat 75 mm)                                 |                                                                |
| dowódca dywizjonu                                            | mjr Czesław Naruszewicz                                        |
| adiutant                                                     | st. ogn. pchor. rez. Stefan Piechota                           |
| oficer zwiadowczy                                            | por. rez. Zygmunt Gruca                                        |
| oficer obserwacyjny                                          | ppor. rez. Świętosław Dzierżbicki                              |
| oficer łącznikowy                                            | ppor. rez. Gawarecki                                           |
| oficer łączności                                             |                                                                |
| dowódca kolumny amunicyjnej                                  |                                                                |
| dowódca 4 baterii                                            | kpt. Henryk Korolko                                            |
| oficer zwiadowczy                                            |                                                                |
| oficer ogniowy                                               | ppor. rez. Anatol Chlebowicz                                   |
| dowódca 5 baterii                                            | kpt. Tadeusz Pietrasiński                                      |
| oficer zwiadowczy                                            |                                                                |
| oficer ogniowy                                               |                                                                |
| dowódca 6 baterii                                            | por. Władysław Arzymanow                                       |
| oficer zwiadowczy                                            |                                                                |
| oficer ogniowy                                               | ppor. rez. Seweryn Pietroń                                     |
| III dywizjon (12 haubic 100 mm)                              |                                                                |
| dowódca dywizjonu                                            | mjr Zygmunt Mucha                                              |
| adiutant                                                     | ppor. rez. Stanisław Zabawski ppor. Władysław Roman (od 13 IX) |
| oficer zwiadowczy                                            | ppor. rez. Zdzisław Wróblewski                                 |
| oficer obserwacyjny                                          | ppor. rez. Henryk Przybytniewski                               |
| oficer łącznikowy                                            | ppor. rez. Adam Cąkała                                         |
| oficer łączności                                             |                                                                |
| dowódca kolumny amunicyjnej                                  | por. rez. Bogdan Pałęcki                                       |
| dowódca 7 baterii                                            | por. rez. Tomasz Watson                                        |
| oficer zwiadowczy                                            | ppor. rez. Władysław Kasperski                                 |
| oficer ogniowy                                               | ppor. Tadeusz Ronka                                            |
| dowódca 8 baterii                                            | kpt. Antoni Fetela (do + 21 IX)                                |
| oficer zwiadowczy                                            |                                                                |
| oficer ogniowy                                               | ppor. rez. Fidali Jarosz                                       |
| dowódca 9 baterii                                            | por. Zenon Tarasiewicz                                         |
| oficer zwiadowczy                                            | ppor. rez. Roman Sielski                                       |
| oficer ogniowy                                               | ppor. Tadeusz Bernard Kisiel                                   |

## Symbole pułkowe

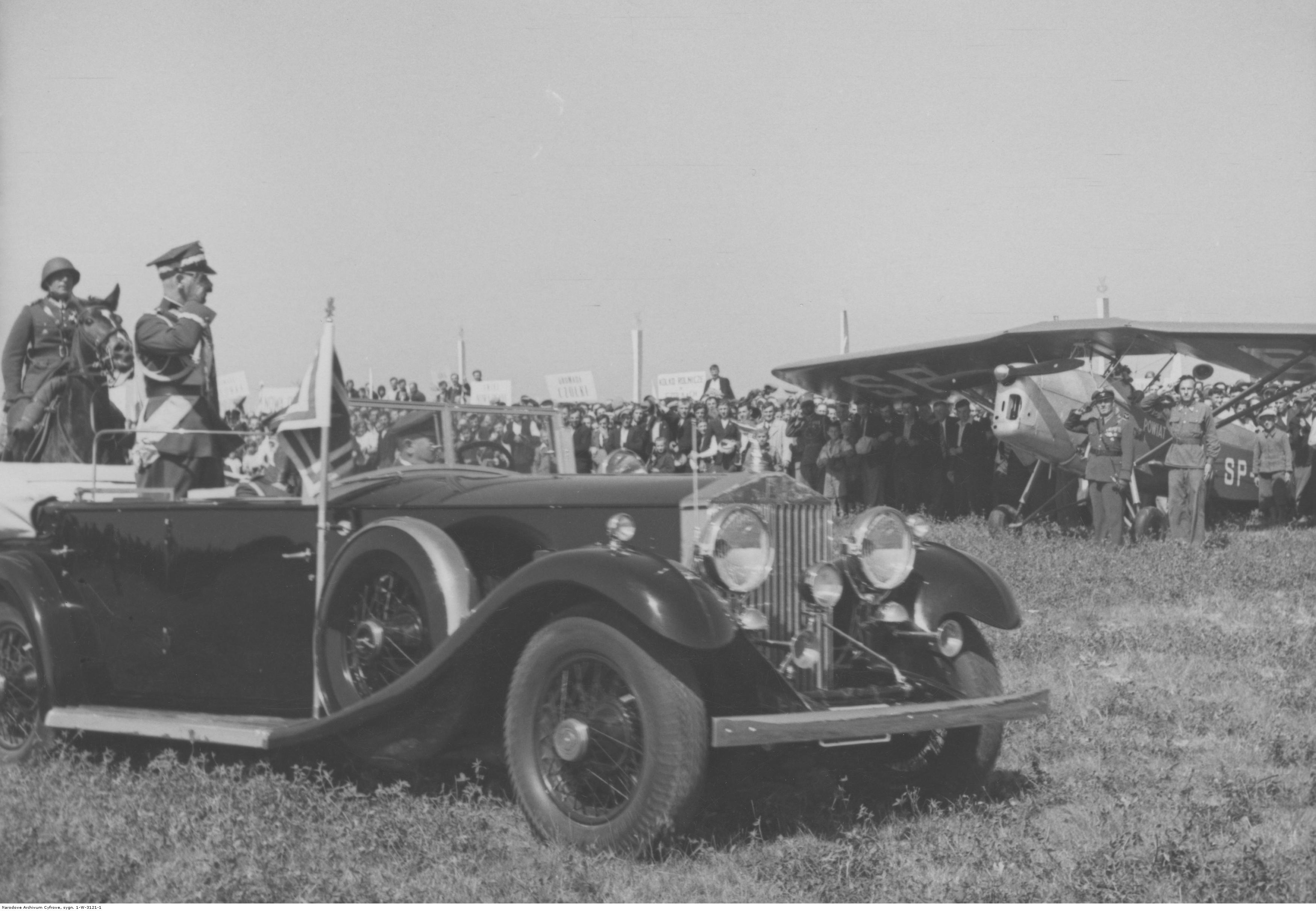
Wręczanie sztandaru 3 pal Leg w Zamościu – powitanie marszałka Edwarda Rydza-Śmigłego; 17 lipca 1938 r.

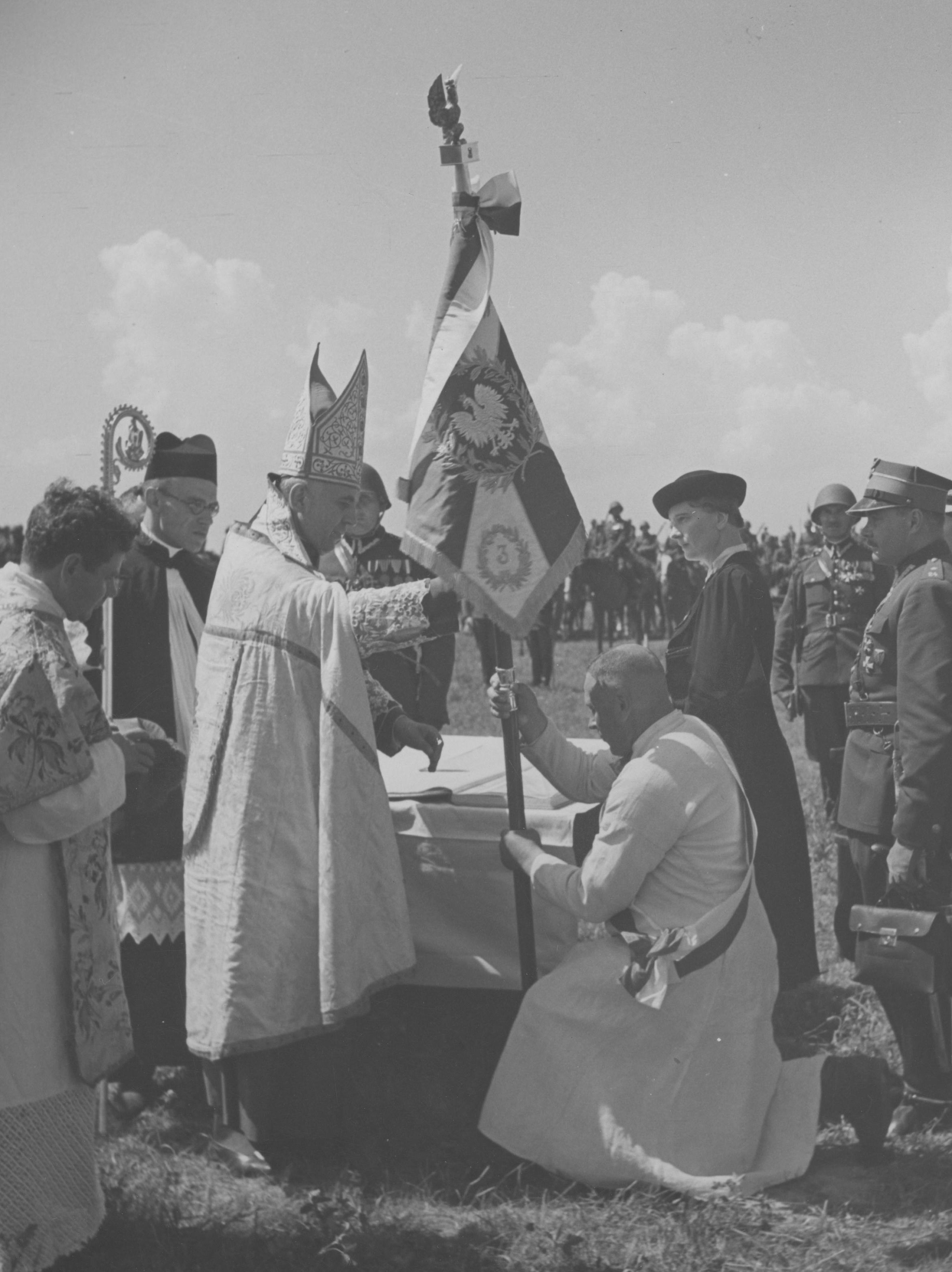
Wręczenie sztandaru 3 pal Leg w Zamościu jego rodzicom chrzestnym przez biskupa polowego Józefa Gawlinę

### Sztandar
16 grudnia 1937 Prezydent RP Ignacy Mościcki zatwierdził wzór sztandaru dla 3 pal Leg.
17 lipca 1938, na lotnisku w Zamościu, marszałek Polski Edward Śmigły-Rydz wręczył dowódcy pułku sztandar ufundowany przez społeczeństwo ziemi zamojskiej. W trakcie ceremonii wręczenia sztandaru odbyła się uroczystość przekazania wojsku broni zakupionej przez gminy powiatu zamojskiego.
Sztandar został wykonany zgodnie z wzorem określonym w rozporządzeniu Prezydenta Rzeczypospolitej z dnia 13 grudnia 1927 o godłach i barwach państwowych oraz o oznakach, chorągwiach i pieczęciach.
Na prawej stronie płata znajdował się amarantowy krzyż, w środku którego wyhaftowano orła w wieńcu laurowym. Na białych połach, pomiędzy ramionami krzyża, znajdowały się cyfry 3 w wieńcach laurowych.

Na lewej stronie płatu sztandarowego, pośrodku krzyża kawaleryjskiego znajdował się wieniec taki sam jak po stronie prawej, a w wieńcu trzywierszowy napis „HONOR I OJCZYZNA”. W rogach sztandaru, w mniejszych wieńcach umieszczone były na tarczach:
- w prawym górnym rogu – wizerunek Matki Boskiej Ostrobramskiej,
- w lewym górnym rogu – wizerunek św. Barbary,
- w prawym dolnym rogu – godło m. Zamościa,
- w lewym dolnym rogu – odznaka pamiątkowa 3 pal Leg.

Na ramionach krzyża kawalerskiego znajdowały się wyhaftowane nazwy i daty ważniejszych bitew pułku:
- na górnym – „Przegorzały 18.VIII.1914, Kraków–Garwolin 1918”,
- na dolnym – „Mołotków–Krzywopłoty–Pisarzowa–Rafajłowa 1914–1915, Konary–Kostiuchnówka–Stochód 1915–1916”,
- na lewym – „Brzeżany 17–21.VI.1919, Dołhinów l.VI.1920”,
- na prawym – „Korzec 28.VI.1920”, „Brzostowica 20-24IX.1920”

Sztandar znajduje się w zbiorach Muzeum Wojska Polskiego w Warszawie.

### Odznaka pamiątkowa
9 października 1928 minister spraw wojskowych marszałek Polski Józef Piłsudski zatwierdził wzór i regulamin odznaki pamiątkowej 3 pułku artylerii polowej Legionów. Odznaka o wymiarach 44x44 mm ma kształt równoramiennego krzyża o ramionach pokrytych ciemnozieloną emalią z obramowaniem czarnym. W środkowym polu w kole z wieńca laurowego wpisano cyfrę pułkową. Na ramionach krzyża wpisano daty upamiętniające istnienie pułku „1918” i „1928” oraz inicjały „P.A.P. LEG”. Między ramionami krzyża orły z głowic sztandarów na tle proporczyków czarno-zielonych. Odznaka trzyczęściowa – oficerska, wykonana w tombaku srebrzonym, emaliowana. Wykonawcą odznaki był Adam Nagalski z Warszawy.

## Żołnierze 3 pal Leg.

### Dowódcy i zastępcy dowódcy pułku
| Stopień, imię i nazwisko             | Okres pełnienia służby  | Kolejne stanowisko      |
| Dowódcy pułku                        | Dowódcy pułku           | Dowódcy pułku           |
| ------------------------------------ | ----------------------- | ----------------------- |
| płk Wiktor Poźniak                   | 1919                    |                         |
| kpt. Rudolf Underka                  | 1919                    |                         |
| mjr Stanisław Miller                 | III 1920                |                         |
| kpt. Karol Myrek                     | p.o. do 23 IV 1921      |                         |
| ppłk / płk Gotfryd Kellner           | 23 IV 1921 – 10 IV 1925 | dowódca 6 pap           |
| płk art. Leopold Cehak               | V 1925 – 21 I 1930      | dowódca 6 GA            |
| ppłk Jerzy Cegielski                 | od I 1930               |                         |
| płk Wacław Szalewicz                 | 1932–1938[1]            |                         |
| płk dypl. art. Stanisław Tatar       | I 1938 – VIII 1939      | dowódca AD 3 DP Leg.    |
| ppłk art. Tomasz Nowakowski          | IX 1939                 |                         |
| Zastępcy dowódcy pułku               |                         |                         |
| ppłk art. Leopold Cehak              | 15 VI – 8 X 1925        | zastępca dowódcy 17 pap |
| ppłk art. Bolesław Piotr Kodlewicz   | 15 VI – 8 X 1925        | zastępca dowódcy 17 pap |
| mjr / ppłk art. Adam Epler           | 1926 – 22 III 1929      | dowódca 28 pal          |
| ppłk art. Witold Doliwa-Andruszewicz | 27 IV 1929 – 28 VI 1933 | dowódca 16 pal          |
| ppłk dypl. art. Marian I Jasiński    | od 28 VI 1933           |                         |
| ppłk art. Tomasz Nowakowski          | do IX 1939              |                         |

### Żołnierze 3 pułku artylerii lekkiej – ofiary zbrodni katyńskiej
Biogramy ofiar zbrodni katyńskiej znajdują się między innymi w bazach udostępnionych przez Ministerstwo Kultury i Dziedzictwa Narodowego oraz Muzeum Katyńskie.
| Stopień imię i nazwisko        | zawód             | miejsce pracy przed mobilizacją       | zamordowany |
| ------------------------------ | ----------------- | ------------------------------------- | ----------- |
| ppor. rez. Jan Antoniewicz     | lekarz            | praktyka w Ciechocinku                | Charków     |
| kpt. rez. Jan Bolechowski      | prawnik, filozof  |                                       | Katyń       |
| por. rez. Józef Krawecki       | ekonomista        | Biuro Rachunkowości Rolnej w Lublinie | Katyń       |
| ppor. rez. Stefan Majuk        |                   |                                       | Katyń       |
| ppor. rez. Jan Młynarczyk      | urzędnik          | Urząd Skarbowy w Lubartowie           | Katyń       |
| kpr. Józef Monastyrski         | szofer            |                                       | ULK         |
| ppor. rez. Zdzisław Myczkowski | technik mechanik  |                                       | Katyń       |
| ppor. rez. Paweł Nowak         | urzędnik sądowy   | pracował w Uhnowie                    | ULK         |
| kpt. Paweł Podgórski           | żołnierz zawodowy |                                       | Charków     |
| por. rez. Stanisław Rozenberg  | prawnik, mgr      | praktyka w Warszawie                  | Charków     |
| ppor. rez. Kalikst Sieczko     | leśnik            | nadleśniczy w majątku Czerwiszcze     | ULK         |
| kpt. Zygmunt Trębaczewski      | żołnierz zawodowy |                                       | Charków     |
| ppor. rez. Edward Vogt         |                   | pracował w Zakopanem                  | Charków     |